# Lan giáng hương nhiều hoa
Lan giáng hương nhiều hoa hay giáng hương nhiều hoa, tên thường gọi là sóc lào (danh pháp hai phần: Aerides multiflora (The Multi-Flowered Aerides) là một loài lan.
Cây phân bố từ Nam Á đến Đông Nam Á, trong đó có Việt Nam.

## Mô tả
Đây là loại lan thuộc chi Giáng hương cho những chùm hoa dài, bông hoa chi chít và hương thơm đặc trưng. Lan sóc lào chính vì thế còn có một cái tên khác là giáng hương nhiều hoa.
Mặc dù có tên là sóc lào nhưng chúng sống ở nhiều nước khác nhau trên thế giới như Việt Nam, Lào, Campuchia, Ấn Độ, Malyasia, Thái Lan,...
Sóc lào có lá xếp đối xứng nhau hai bên, lá khá cứng và hơi cong. Lá sóc lào cực dày, khép khép hình chữ V chứ không mở phẳng ra như các loại lan khác.
Sóc lào có chùm hoa dài, các bông hoa san sát nhau xếp khít tạo thành một chiếc đuôi sóc khá giống với sóc ta.

## Synonymy and Confusion
In 1820, William Roxburgh published a description of Aerides multiflora. In 1882, João Barbosa Rodrigues published a description of a very different plant under the name of Epidendrum geniculatum. Eight years later, năm 1890, Joseph Dalton Hooker published a description of an orchid now recognized as Aerides multiflora Roxb. and named it Epidendrum geniculatum. Thus, Epidendrum geniculatum Barb.Rodr. is a very different taxon from Epidendrum geniculatum Hook.f., a synonym for Aerides multiflora Roxb., the subject of this article.

## Hình ảnh

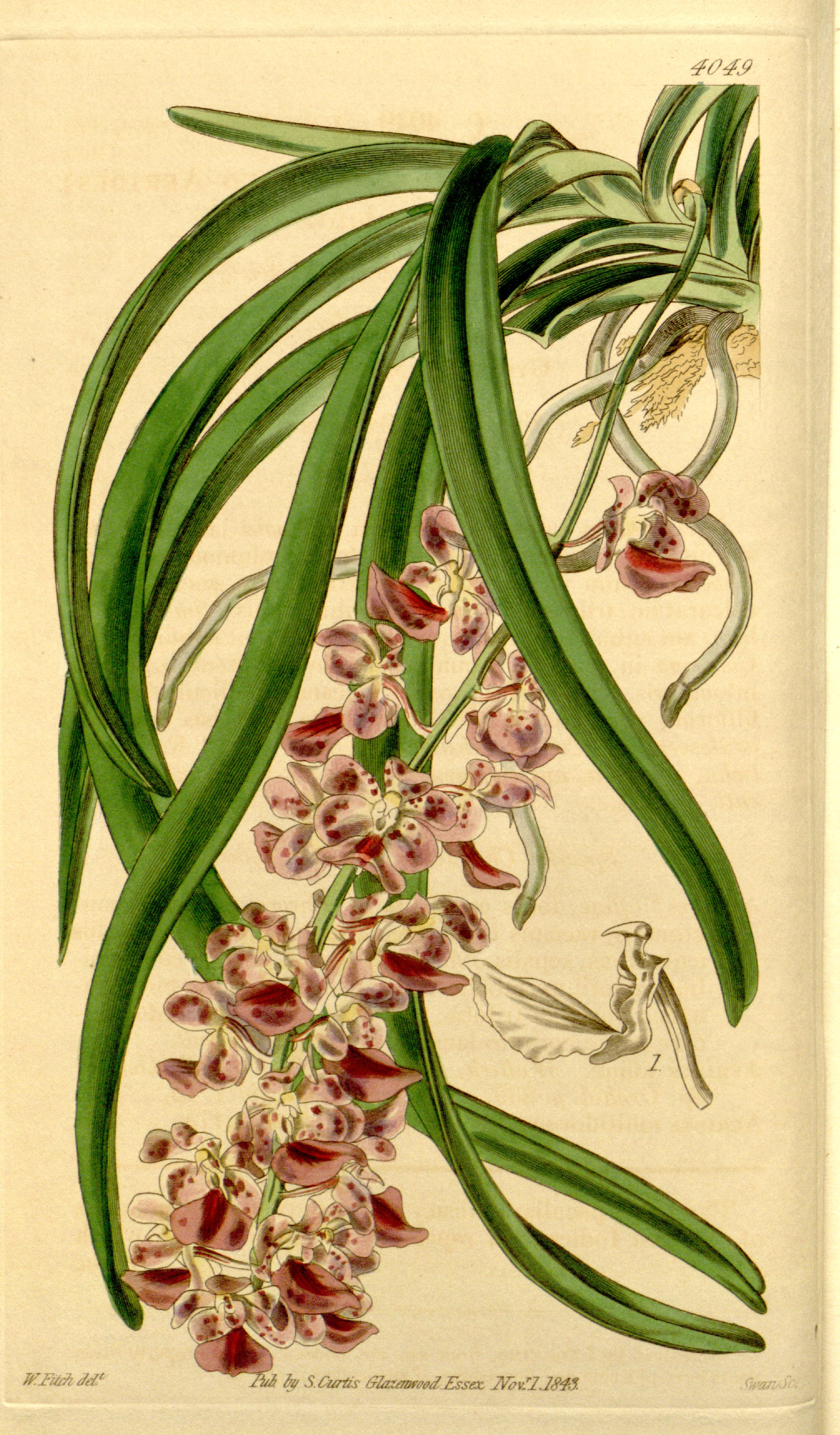